# Galway Bay
Galway Bay (iriska: Cuan na Gaillimhe) är en vik i republiken Irland.   Den ligger i grevskapet County Galway och provinsen Connacht, i den centrala delen av landet, 200 km väster om huvudstaden Dublin.